# Маринко Арсић Ивков
Маринко Арсић Ивков (Стапар, 1950) српски је књижевнк.

## Биографија
Маринко Арсић Ивков је рођен 1950. године у Стапару (Сомбор). Дипломирао је Општу књижевност са теоријом књижевности на Филолошком факултету у Београду.
Пише романе, приповетке, телевизијске драме, књиге огледа.
Приредио је неколико књига. Први је приређивач одабраних дела Драгише Васића.
Живи и ствара у Земуну.

## Награде
- Награда Милош Црњански за Антологију српске удворичке поезије, 1989.[2]
- НИН-ова Награда за најбољи роман 2024. године , 71. лауреат, 2025.[3]

## Одабрана дела
Избор из дела:

### Романи
- Чему нова критика (1975)
- Чаруга (1982)
- Бачки Дон Кихот (1990)
- НГДЛ (2024)

### Приповетке
- Смрт у Академији наука (1998),
- Начитана господа (2004).

### Телевизијске драме
- Шта се догодило са Филипом Прерадовићем (режија Слободан Шијан).

### Књиге огледа
- Кривична естетика: Прогон интелектуалаца у комунистичкој Србији (2003),
- Водич на онај свет: Култура и субкултура смрти (2011),
- Записи књижевног патолога (2012).

### Приредио
- Антологије српске удворичке поезије (1988),
- Српске анатемисане приповетке (1989),
- Читанке српске политичке поезије (1999, са Иваном Ивановићем).